# Primeiras migrações humanas

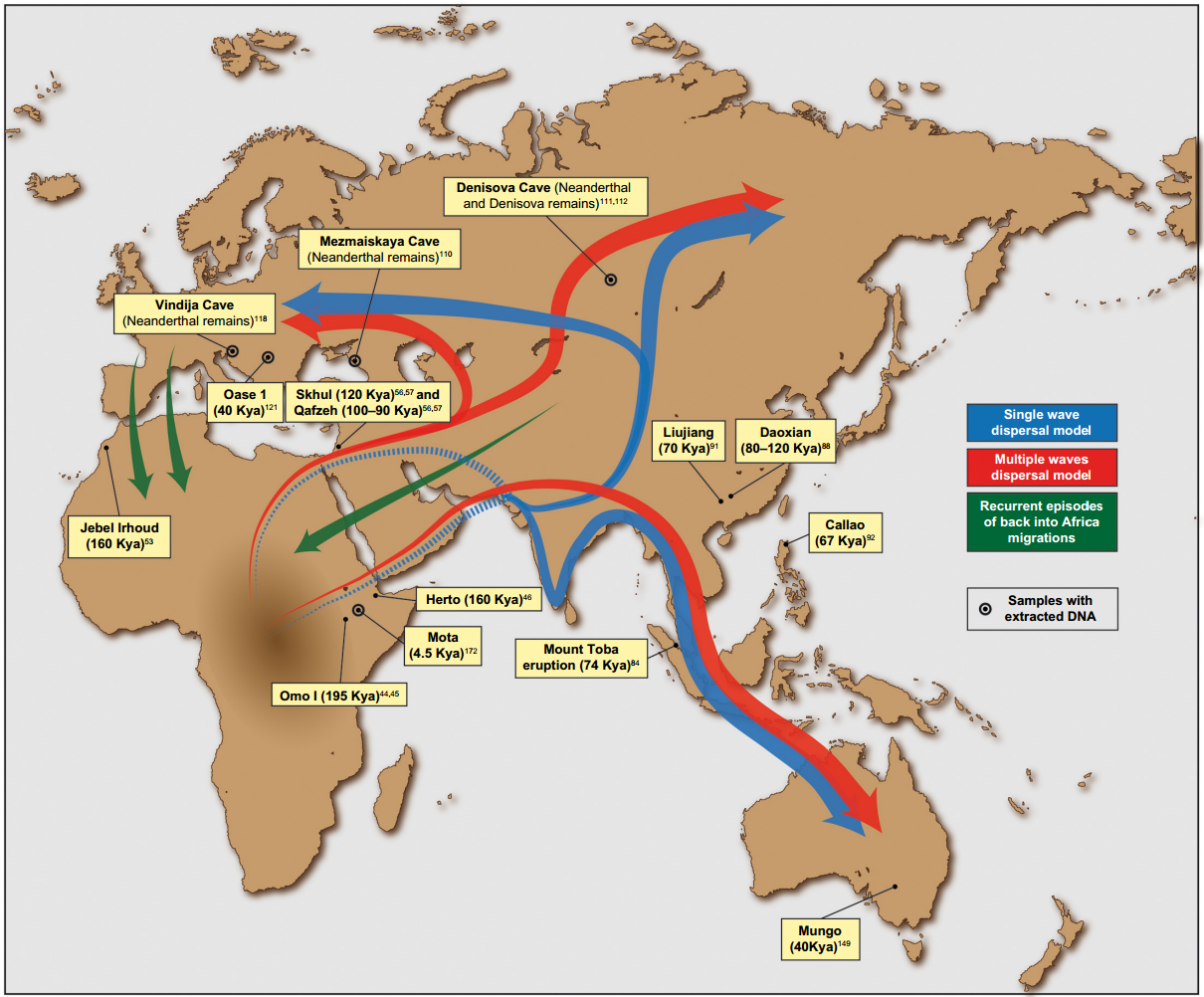
As supostas ondas de migração saem da África e migram de volta para o continente, bem como os locais dos principais restos humanos antigos e sítios arqueológicos (López et al.2015).

As primeiras migrações humanas são as primeiras migrações das espécies do gênero Homo e dos humanos anatomicamente modernos em todos os continentes. Elas começaram há aproximadamente dois milhões de anos com as primeiras expansões do Homo erectus para fora da África. Essa migração inicial foi seguida por outras espécies  do gênero Homo anteriores aos humanos, incluindo o H. heidelbergensis (há entre 500 mil e 200 mil anos), da qual se originaram os denisovanos e neandertais, bem como dos humanos modernos. Os primeiros Homo fora da África cruzaram pontes de terra, formadas devido ao nível do mar mais baixo na Era do gelo e hoje submersas.
Dentro da África, o Homo sapiens se dispersou desde a sua origem, há entre 200 e 300 mil anos. A hipótese da origem única, a usada pelos cientistas para explicar a dispersão humana, afirma que todos os humanos humanos anatomicamente modernos fora da África descendem de uma população de Homo sapiens migrando da África Oriental há cerca de 70 mil anos e se espalhando ao longo da costa sul da Ásia e da Oceania ao longo dos milênios seguintes. Os Homo sapiens chegaram à Europa há cerca de 40 mil anos.
Os primeiros fósseis de Homo sapiens da Eurásia foram encontrados em Israel-Palestina e na Grécia, datados de 194 a 177 mil anos e 210 mil anos, respectivamente. Esses fósseis parecem representar tentativas fracassadas de dispersão dos primeiros Homo sapiens para fora da África, que provavelmente não tiveram sucesso e cujos indivíduos foram substituídos por populações locais de neandertais.
As populações humanas modernas migratórias são conhecidas por terem se miscigenado com espécies humanas anteriores, de modo que as populações humanas contemporâneas descendem em pequena parte (abaixo de 10% de contribuição) de outras espécies do gênero Homo. 
Após o Último Máximo Glacial, populações da Sibéria migraram para as Américas há cerca de 20 mil anos. O norte da Europa foi povoado há cerca de 12 mil anos, no início do período Holoceno. As regiões árticas do Canadá e a Groenlândia
O Canadá Ártico e a Groenlândia foram alcançados pela expansão Paleo-Eskimo há cerca de 4.000 anos. Finalmente, a Polinésia foi povoada nos últimos 2.000 anos na última onda da expansão austronésia .

## Os primeiros humanos (antes doHomo sapiens)
Os primeiros indivíduos do gênero Homo desenvolveram-se a partir dos australopithecos na África Subsaariana por volta de há três milhões de anos, dedutivamente na África Oriental, provavelmente na região do Vale do Rift Queniano, onde as mais antigas ferramentas de pedra conhecidas foram encontradas. Ferramentas de pedra descobertas recentemente no local de Shangchen na China e datadas em há 2,12 milhões de anos são consideradas as primeiras evidências conhecidas de hominídeos fora da África, superando os restos de Homo erectus georgicus encontrados em Dmanisi na Geórgia por 300 mil anos.

### Homo erectus

Um modelo da evolução do gênero Homo nos últimos 2 milhões de anos (eixo vertical)

Há cerca de dois milhões de anos o gênero Homo se espalhou por toda a África Oriental e para a África Austral (Homo erectus ergaster), mas ainda não para a região da África Ocidental. Há cerca de de 1,8 milhões de anos, o Homo erectus migra para a Eurásia por meio do Levante e do Chifre da África. Esta migração foi proposta como estando relacionada com o funcionamento da bomba saariana, há cerca de 1,9 milhões de anos.  O Homo erectus se dispersou pela maior parte do Velho Mundo, alcançando até o Sudeste Asiático. A sua distribuição é traçada pela indústria lítica de Oldowan, há 1,3 milhões de anos, estendendo-se ao norte até o paralelo 40 ( Xiaochangliang, Hebei, China).
Os principais locais para essa migração inicial da África são Riwat no Paquistão (há cerca de 2 milhões de anos), Ubeidiya no Levante (há 1,5 milhões de anos) e Dmanisi na Geórgia (há 1,8 milhões de anos).
Na China, há evidências de Homo erectus de há 2,12 milhões de anos em Gongwangling, no condado de Lantian, província de Shaanxi. Dois dentes incisivos de Homo erectus foram encontrados perto de Yuanmou, na província chinesa de Yunnan, e datam de há 1,7 milhão de anos, e um crânio de Lantian foi datado em há 1,63 milhões de anos. Artefatos de Majuangou III e Shangshazui na bacia de Nihewan, Hebei, foram datados de 1,6–1,7 Ma. No sítio arqueológico de Xihoudu, na província de Shaanxi, foi encontrado o primeiro uso registrado de fogo pelo Homo erectus, datado de aproximadamente há 1,27 milhões de anos.
Os Homo erectus chegaram ao Sudeste Asiático há cerca de 1,7 milhões de anos, com evidências fósseis encontradas na ilha de Java, na Indonésia. A Europa Ocidental foi povoada por essa espécie por volta de há 1,2 milhões de anos, conforme atestam fósseis encontrados na Serra de Atapuerca, na Espanha.
O arqueólogo Robert G. Bednarik sugeriu que o Homo erectus pode ter construído embarcações como jangadas e navegado nos oceanos, teoria essa que gerou controvérsia.

### Após o Homo erectus

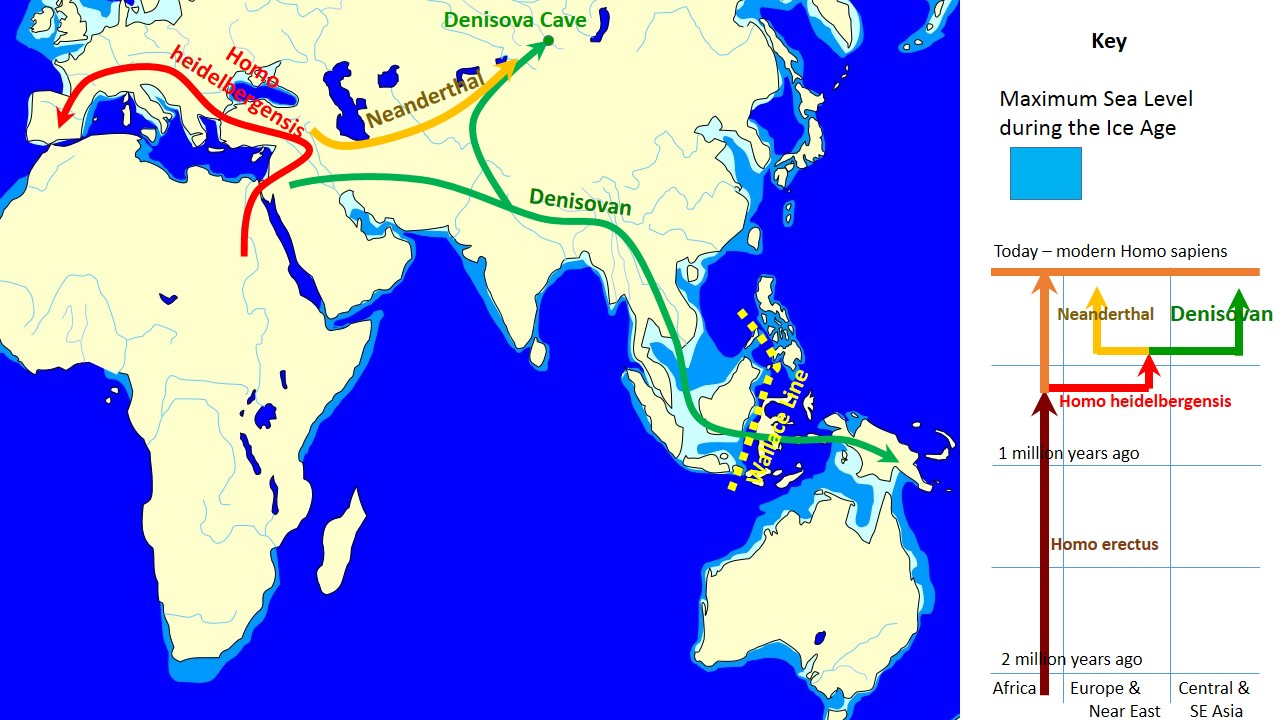
Dispersão dos denisovanos e dos neandertais há cerca de 500 mil anos.

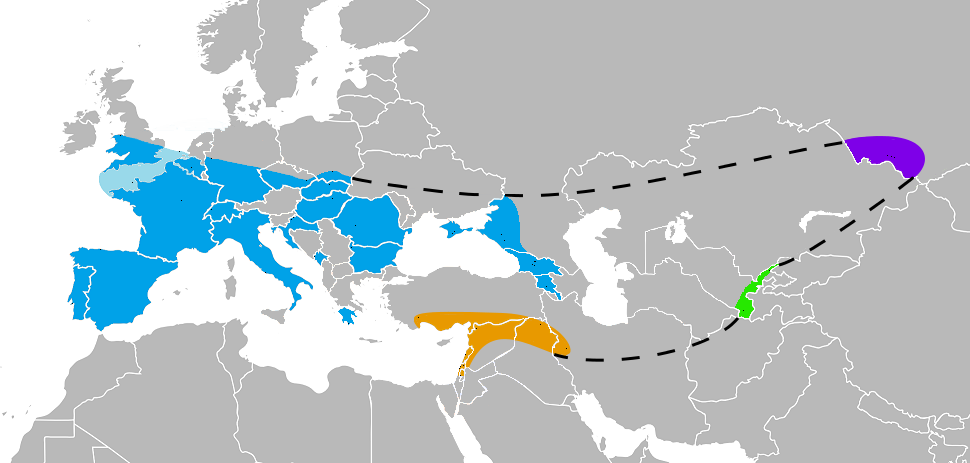
Localização dos neandertais conhecida com populações separadas na Europa e no Cáucaso (azul), Oriente Próximo (laranja), Uzbequistão (verde) e Montanhas Altai (roxo).

Um milhão de anos depois de sua dispersão, o Homo erectus estava dando origem a novas espécies. Os erectus são uma cronoespécie e nunca foram extinto, então sua "sobrevivência tardia" é uma questão de convenção taxonômica. Acredita-se que formas tardias de H. erectus tenham sobrevivido até cerca de 500 a 143 mil anos, no máximo, com formas derivadas classificadas como H. antecessor na Europa há cerca de 800 mil anos e H. heidelbergensis na África há cerca de 600 mil anos. O H. heidelbergensis, por sua vez, se espalhou pela África Oriental (H. rhodesiensis), originando os humanos, e para a Eurásia, onde deu origem aos neandertais e denisovanos.
H. heidelbergensis, neandertais e denisovanos expandiram para norte além do paralelo 50, com vestígios encontrados na Inglaterra datados de há entre 500 mil e 400 mil anos, e na Caverna de Denisova na Sibéria de há 50 mil anos. Foi sugerido que os neandertais tardios podem até ter alcançado a fronteira do Ártico há cerca de 32 mil anos, quando eles estavam sendo deslocados de seus habitats anteriores por Homo sapiens, com base em escavações de 2011 no local de Byzovaya na República de Komi nos Urais(65° 01′ N, 57° 25′ L ).
É suposto também que outras espécies arcaicas do gênero Homo tenham se espalhado por todo o continente africano nessa época, embora o registro fóssil seja escasso. Sua presença é presumida com base em traços de mistura com humanos modernos encontrados no genoma das populações africanas. O Homo naledi, descoberto na África do Sul em 2013 e provisoriamente datado de há cerca de 300 mil anos, pode representar evidência fóssil de uma espécie Homo tão arcaica.
Os neandertais se espalharam pelo Oriente Próximo e Europa, enquanto os denisovanos parecem ter se dispersado pelo centro e leste da Ásia e pelo Sudeste Asiático e Oceania. Há evidências de que os denisovanos se misturaram com os neandertais na Ásia Central, onde seus habitats se encontravam e sobrepunham. Evidências neandertais também foram encontradas bem tarde, há 33 mil anos, no sítio de Byzovaya, o que está muito distante de qualquer outro habitat conhecido da espécie, durante um período de alta cobertura  glacial, e talvez reflita um refúgio próximo à extinção.

## Homo sapiens

### Dispersão pela África
Acredita-se que o Homo sapiens tenha surgido na África há cerca de 300 mil anos, com base em parte na datação por termoluminescência de artefatos e restos mortais enccontrados em Djebel Irhoud, no Marrocos, em estudo publicado em 2017. O Crânio de Florisbad, da África do Sul e datado de há cerca de 259 milhares de anos, também foi classificado como o primeiro Homo sapiens. Anteriormente, os esqueletos dos Homens de Omo Kibish, escavados entre 1967 e 1974 no Parque Nacional de Omo, na Etiópia, e datados de há 200 mil anos, eram considerados os fósseis mais antigos conhecidos da espécie humana.
Em setembro de 2019, os cientistas fizeram a determinação computadorizada, com base em 260 tomografias computadorizadas de crânios, de uma forma de crânio digital do último ancestral humano comum aos humanos anatomicamente modernos, represente dos primeiros humanos modernos, e sugeriram que os Homo sapiens sapiens surgiram há entre 260 e 350 mil anos através de uma fusão de populações na África do Sul e África Oriental .
Em julho de 2019, antropólogos relataram a descoberta de restos mortais de um humano moderno de há 210 mil anos e de um neandertal de há 170 mil anos na caverna de Apidima, no sul da Grécia, 150 mil anos mais velhos que os achados anteriores de H. sapiens na Europa.
Os primeiros humanos anatomicamente modernos se expandiram para a Eurásia Ocidental e a África Central, Ocidental e Austral desde o momento de sua aparição, há 300 mil anos. Embora seja presumido que as primeiras expansões humanas para a Eurásia não persistiram, as expansões para a África Austral e Central resultaram na mais profunda divergência temporal em populações humanas vivas. O início da expansão dos humanos modernos na África subsaariana parece ter contribuído para o fim das indústrias acheulianas há cerca de 130 mil anos, embora a coexistência muito tardia de humanos arcaicos e modernos, até há 12 mil anos, tenha sido defendida na África Ocidental em particular.
Os ancestrais dos coissãs modernos se expandiram para a África Austral antes de há 150 mil anos, provavelmente antes de há 260 mil anos, de modo que, no início de uma megaseca há 130 mil anos, haviam dois aglomerados populacionais ancestrais na África: portadores do haplogrupo L0 do DNA mitocondrial no sul da África, ancestrais dos coissãs, e portadores do haplogrupo L1-6 na África central/oriental, ancestrais de todos os outros. Houve uma retromigração significativa de portadores de L0 em direção à África oriental há entre 120 mil e 75 mil anos.
A expansão para a África Central pelos ancestrais dos pigmeus africanos provavelmente ocorreu antes de há 130.000 anos, e certamente antes de há 60.000 anos.
A situação na África Ocidental é difícil de interpretar, pois são escassas as evidências fósseis. O Homo sapiens aparenta ter alcançado a zona ocidental do Sahel há 130 mil anos, enquanto os locais tropicais da África Ocidental associados ao H. sapiens são conhecidos apenas a partir de há 130 mil anos. Ao contrário de outras partes da África, os locais arcaicos da Idade da Pedra Média parecem persistir até muito tardiamente, até o início do Holoceno, há 12 mil anos, apontando para a possibilidade de sobrevivência tardia de humanos arcaicos e hibridização tardia com H. sapiens na África Ocidental.

### Dispersão precoce do norte da África
Populações de Homo sapiens migraram para o Levante e Europa há entre 130 e 115 mil anos, e talvez em ondas anteriores de há 185 mil anos.
Um fragmento de mandíbula com oito dentes encontrado na caverna de Misliya, em Israel, foi datado em cerca de 185 mil anos. Camadas que datam de entre 250 mil e 140 mil anos na mesma caverna continham ferramentas do tipo Levallois, as quais poderiam colocar a data da primeira migração ainda mais cedo, se as ferramentas pudessem ser associadas aos achados de maxilares de humanos modernos.
Supõe-se que essas primeiras migrações não levaram a uma colonização duradoura e recuaram há cerca de 80 mil anos. Existe a possibilidade dessa primeira onda de expansão ter chegado à China já há 125 mil anos, mas seus integrantes e descendentes teriam morrido sem deixar vestígios no genoma dos humanos contemporâneos.
Há alguma evidência de que os humanos modernos deixaram a África há pelo menos 125 mil anos, usando duas rotas diferentes: através do Vale do Nilo em direção ao Oriente Médio, pelo menos para o atual território de Israel (Qafzeh: há 120–100 mil anos); e uma segunda rota pelo Estreito de Bab-el-Mandeb no Mar Vermelho (na época, com nível do mar muito mais baixo e extensão mais estreita), cruzando para a Península Arábica e estabelecendo-se em locais como os atuais Emirados Árabes Unidos (há 125 mil anos) e Omã (há 106 mil anos), e possivelmente alcançando o subcontinente indiano (Jwalapuram, Andhra Pradesh, Índia: há 75 000 anos). Embora nenhum resto humano tenha sido encontrado nesses três lugares, as aparentes semelhanças entre as ferramentas de pedra encontradas em Jebel Faya nos Emirados Árabes Unidos, as de Jwalapuram e algumas da África sugerem que seus criadores eram todos humanos modernos. Inclusive, tais descobertas na Península Arábica e Índia podem dar algum suporte à afirmação de que os humanos modernos chegaram ao sul da China há cerca de 100 mil anos(Caverna de Zhiren, Chongzuo,Guangxi: há 100 mil anos;  e o homem de Liujiang (Condado de Liujiang, Guangxi: datado de forma controversa em 139–111 mil anos). Os resultados da datação dos dentes de Lunadong Bubing Basin, Guangxi, sul da China), que incluem um segundo molar superior direito e um segundo molar inferior esquerdo, indicam que os molares podem ter até 126 mil anos de idade. Como essas saídas anteriores da África não deixaram vestígios nos resultados das análises genéticas baseadas no cromossomo Y e no DNA mitocondrial (que representam apenas uma pequena parte do material genético humano), parece que esses humanos modernos não sobreviveram em grande número e foram assimilados por nossos maiores ancestrais. Uma explicação para sua extinção (ou pequena impressão genética) pode ser a supererupção de Toba, há 74 mil anos, embora alguns argumentem que ela quase não afetou a população humana.

### Migração costeira

Mapa geral do povoamento do mundo pelos primeiros humanos durante o Paleolítico Superior, seguindo o paradigma da Dispersão Sul. Os números indicam milhares de anos antes do presente.

A chamada "dispersão recente" dos humanos modernos ocorreu há cerca de 70 a 50 mil anos. É essa onda de migração que levou à disseminação duradoura dos humanos modernos em todo o mundo.
Um pequeno grupo de uma população da África Oriental, carregando o haplogrupo mitocondrial L3 e possivelmente com menos de mil indivíduos, cruzou o estreito de Bab-el-Mandeb, para o que é hoje o Iêmen, depois de há cerca de 75 mil anos. Uma revisão recente também mostrou apoio à rota do norte através do Levante. Seus descendentes se espalharam ao longo da rota costeira ao redor da Arábia e da Pérsia até o subcontinente indiano antes de há 55 mil anos. Outra pesquisa apoia uma migração para fora da África há entre cerca de 65 mil e 50 mil anos. A migração costeira há entre aproximadamente 70 mil e 50 mil anos está associada aos haplogrupos mitocondriais M e N, ambos derivados de L3.
Ao longo do caminho, o Homo sapiens se miscigenou com neandertais e denisovanos. O DNA denisovano compõe 0,2% do material genético dos asiáticos e dos ameríndios.

#### Perto da Oceania
As migrações continuaram do litoral da Ásia até o Sudeste Asiático e Oceania, colonizando a Austrália em algum momento há entre 65 mil e 50 mil anos. Ao chegar à Austrália, os humanos modernos expandiram pela primeira vez seu habitat além do Homo erectus.
Grande grau de ancestralidade denisovana é compartilhada pelos melanésios, aborígines australianos e negritos, como os mamanwa, das Filipinas, sugerindo que o cruzamento ocorreu no leste da Ásia, onde viviam os denisovanos. Os denisovanos podem ter cruzado a Linha Wallace, com Wallacea servindo como seu provável último refúgio . O Homo erectus chegou, no máximo, à ilha de Flores, mas nunca até a Austrália.
Nessa época, o nível do mar era muito mais baixo do que hoje e a maioria do Sudeste Asiático Marítimo formou a massa de terra de Sunda. A migração continuou a sudeste na rota costeira, chegando aos estreitos entre Sunda e Sahul (a massa continental da época, englobando a Austrália e Nova Guiné). Os vãos na Linha Weber possuem até 90 km de largura, então a migração para Sahul exigiu habilidades marítimas. A migração também continuou ao longo da costa, virando-se para o nordeste em direção à China e finalmente chegando ao Japão antes de virar para o interior. Isso é evidenciado pelo padrão de haplogrupos mitocondriais descendentes do haplogrupo M e no haplogrupo C do cromossomo Y.
O sequenciamento de uma amostra de cabelo antigo aborígene encontrada na Austrália Ocidental revelou que o indivíduo descendia de pessoas que migraram para o leste da Ásia há entre 62 mil e 75 mil anos. Isso apoia a teoria de uma única migração para a Austrália e Nova Guiné antes da chegada dos asiáticos modernos (há entre 25 mil  e 38 mil anos) e sua posterior migração para a América do Norte. Acredita-se que essa migração tenha acontecido há cerca de 50 mil anos, antes que a Austrália e a Nova Guiné fossem separadas pelo aumento do nível do mar do início do Holoceno. Isso é apoiado por uma data de há 50 mil a 60 mil anos para a evidência mais antiga de assentamento na Austrália, há cerca de 40 mil anos para os restos humanos mais antigos, e de pelo menos 65 mil anos para os primeiros artefatos humanos. A extinção da  megafauna australiana por humanos, defendida por Tim Flannery, ocorreu há entre 46 mil e 15 mil anos, o que se assemelha à extinção da megafauna do continente americano. O uso contínuo de ferramentas da Idade da Pedra na Austrália tem sido muito debatido.

### Dispersão por toda a Eurásia
A população que chegou ao sul da Ásia pela migração costeira parece ter permanecido por ali por algum tempo, há cerca de 60 a 50 mil anos, antes de se espalhar ainda mais pela Eurásia. Essa dispersão dos primeiros humanos, no início do Paleolítico Superior, originou os principais grupos populacionais do Velho Mundo e das Américas.
Em direção ao oeste, as populações do Paleolítico Superior associadas ao haplogrupo mitocondrial R e seus derivados espalharam-se pela Ásia e Europa, inclusive com uma migração de volta do haplogrupo mitocondrial M1 para o norte da África e o Chifre da África vários milênios antes. 
A presença humana na Europa é certa após 40 mil anos antes do presente, possivelmente já há 43 mil anos, rapidamente substituindo a população neandertal. Os europeus modernos modernos possuem alguma ascendência neandertal, mais é mais provável que a miscigenação substancial com os neandertais tenha parado antes de há 47 mil anos, ou seja, antes de os humanos modernos chegarem à Europa.
Segundo evidência de DNA mitocondrial, os humanos anatomicamente modernos passaram por pelo menos um gargalo genético, o que reduziu drasticamente a diversidade genômica. Henry Harpending propôs que os humanos se espalharam de uma área geograficamente restrita há cerca de 100 mil anos, a passagem pelo gargalo geográfico e depois com um crescimento gigantesco entre populações dispersas geograficamente há cerca de 50 mil anos, começando primeiro na África e depois se espalhando por outros lugares. A Climatologia e a Geologia sugerem evidências para o gargalo. A explosão do vulcão Toba, a maior erupção do Quaternário, pode ter criado um período frio de mil anos, potencialmente reduzindo as populações humanas a apenas 15 mil indivíduos, localizados em alguns refúgios tropicais. Em tais circunstâncias, a deriva genética e os efeitos fundadores podem ter sido maximizados. A maior diversidade entre os genomas africanos pode refletir que o continente foi um refúgio durante a supererupção. Entretanto, um estudo de revisão recente destaca que a hipótese de fonte única de populações não-africanas é menos consistente com a análise de DNA antigo do que fontes múltiplas com mistura genética na Eurásia.

#### Europa
A recente expansão dos humanos anatomicamente modernos chegou à Europa há cerca de 40 mil anos, a partir da Ásia Central e do Oriente Médio, como resultado da adaptação à grande caça da subglacial das estepes. Os neandertais estavam presentes tanto no Oriente Médio quanto na Europa, e as populações que chegavam de humanos anatomicamente modernos miscigenavam-se com populações de neandertais em grau limitado. Populações de humanos modernos e neandertais se sobrepunham em várias regiões, como a Península Ibérica e o Oriente Médio.
Uma diferença importante entre a Europa e outras partes do mundo habitado era a latitude norte. Evidências arqueológicas sugerem que humanos ou neandertais chegaram à região da República de Komi, próxima ao Ártico russo, há 40.000 anos.
Denomina-se de "Cro-Magnon" os primeiros humanos anatomicamente modernos na Europa. Entraram na Eurásia pelas montanhas Zagros há cerca de 50 mil anos, com um grupo se estabelecendo rapidamente nas áreas costeiras ao redor do Oceano Índico e outro migrando para o norte, para as estepes da Ásia Central . Restos humanos modernos datados de há entre 43 mil e 45 mil anos foram descobertos na Itália e na Grã-Bretanha, bem como no Ártico Russo Europeu de há 40 mil anos.
Os humanos colonizaram regiões ao oeste dos Urais, especialmente caçando renas, mas enfrentaram desafios adaptativos, como temperaturas médias no inverno entre -20 a -30 graus centígrados, com escassez de alimento e abrigo. Viajavam a pé e dependiam da caça de rebanhos altamente móveis para se alimentar. Esses desafios foram superados por meio de inovações tecnológicas: roupas sob medida feitas com peles de animais peludos; construção de abrigos com lareiras usando ossos como combustível; e cavando "adegas de gelo" no permafrost para armazenar carne e ossos.
Uma sequência de DNA mitocondrial de dois Cro-Magnons encontrados na Caverna Paglicci na Itália e datados de há 23 mil a 24 mil anos (Paglicci 52 e 12), identificou o mtDNA com o Haplogrupo N, típico deste último grupo.
Acredita-se que a expansão da população humana moderna tenha começado há 45 mil anos e pode ter levado de 15 a 20 mil anos para a Europa ser colonizada.
Durante esse tempo, os neandertais foram sendo gradualmente deslocados. Como a Europa demorou milênios para ser colonizada, aparentemente humanos e neandertais constantemente disputaram território Os neandertais tinham cérebros maiores e eram maiores no geral, com uma estrutura mais robusta ou fortemente construída, o que sugere que eles eram fisicamente mais fortes do que o Homo sapiens moderno. Tendo vivido na Europa por 200 mil anos, haviam se adaptado melhor ao clima frio. Os cro-Magnons, com amplas redes de comércio, tecnologia superior e corpos provavelmente mais adequados para correr, acabariam por substituir completamente os neandertais, cujo último refúgio foi na Península Ibérica. Após cerca de 25 mil anos antes do presente, o registro fóssil neandertal termina, indicando a extinção da espécie. A última população conhecida viveu em torno de um sistema de cavernas na remota costa sul de Gibraltar de há 30 mil a 24 mil anos.
A partir da extensão do desequilíbrio de ligação, é estimado que o último fluxo genético entre neandertais e os primeiros ancestrais dos europeus ocorreu há entre 47 mil e 65 mil anos, e as evidências arqueológicas apontam que isso aconteceu no Oriente Médio. Estudos apontam uma maior miscigenação neandertal nos habitantes da Ásia Oriental do que nos da Europa. Os grupos humanos do norte da África compartilham um excesso semelhante de alelos derivados com os neandertais como populações não africanas. Os habitantes do Chifre da África também têm genética neandertal, pois eles possuem uma parte importante de seu DNA que é oriunda da Península Arábica. Todos os grupos da África Subsariana (exceto da região do Chifre da África e do Sahel) são as únicas populações humanas modernas sem mistura substancial de neandertais.

#### Leste, Sudeste e Norte da Ásia
O Homem de Tianyuan, que viveu na China há cerca de 40 mil anos, apresenta uma mistura substancial de neandertais. Um estudo do material genético desse homem feito em 2017 descobriu que o indivíduo está relacionado às populações asiáticas e ameríndia modernas. Um estudo de 2013 descobriu a introgressão neandertal de 18 genes na região do cromossomo 3p21.31 (região HYAL) dos asiáticos orientais. Os haplótipos introgressivos foram selecionados positivamente apenas nas populações do Leste Asiático, aumentando constantemente de há 45 mil anos até um aumento repentino da taxa de crescimento em torno de há entre 5000 a 3500 anos. Eles ocorrem em frequências muito altas entre as populações do Leste Asiático, em contraste com outras populações da Eurásia (por exemplo, populações europeias e do sul da Ásia). As descobertas também sugerem que essa introgressão neandertal ocorreu dentro da população ancestral dos asiáticos orientais e indígenas da América.
Um estudo de 2016 apresentou uma análise da genética populacional dos ainus, um povo da ilha de Hokkaido no Japão, como chave para a reconstrução do povoamento inicial do leste da Ásia. Descobriu-se que os ainus representavam um ramo mais basal do que as populações agrícolas modernas do leste da Ásia, sugerindo uma conexão antiga (pré-neolítica) com os habitantes do Nordeste da Sibéria.
Um estudo de 2013 associou vários traços fenotípicos associados aos mongoloides com uma única mutação do gene EDAR, datada de há aproximadamente 35 mil anos.
Os haplogrupos mitocondriais A, B e G surgiram há cerca de 50 mil anos, e os seus portadores colonizaram mais tarde a Sibéria, a Coreia e o Japão, há cerca de 35 mil anos. Partes dessas populações migraram para a América do Norte durante o Último Máximo Glacial.
Um artigo de revisão de Melinda A. Yang (2022) resumiu e concluiu que uma "população basal da Ásia Oriental" distinta, referida como "linhagem do Leste e Sudeste Asiático (ESEA em inglês), que é ancestral dos modernos habitantes da Ásia Oriental, Sudeste Asiático, Polinésia e Sibéria, originou-se na Península da Indochina por volta de 50 mil a.C. e expandiu-se em múltiplas ondas de migração para o sul e para o norte, respectivamente. Esta linhagem ESEA originou várias sublinhagens, e também é ancestral dos hoabinhianos da Indochina e da linhagem do Homem de Tianyuan encontrado no norte da China, mas já diferenciada e distinta das linhagens relacionadas à Europa e à Australásia, encontrados em outras regiões da Eurásia pré-histórica. A linhagem ESEA trifurcou de uma metapopulação anterior da Eurásia Oriental ou "não africana oriental" (ENA), que também contribuiu para a formação dos Antigos Ancestrais Indianos do Sul (AASI), bem como dos australásios.

### Último Máximo Glacial

#### Eurásia

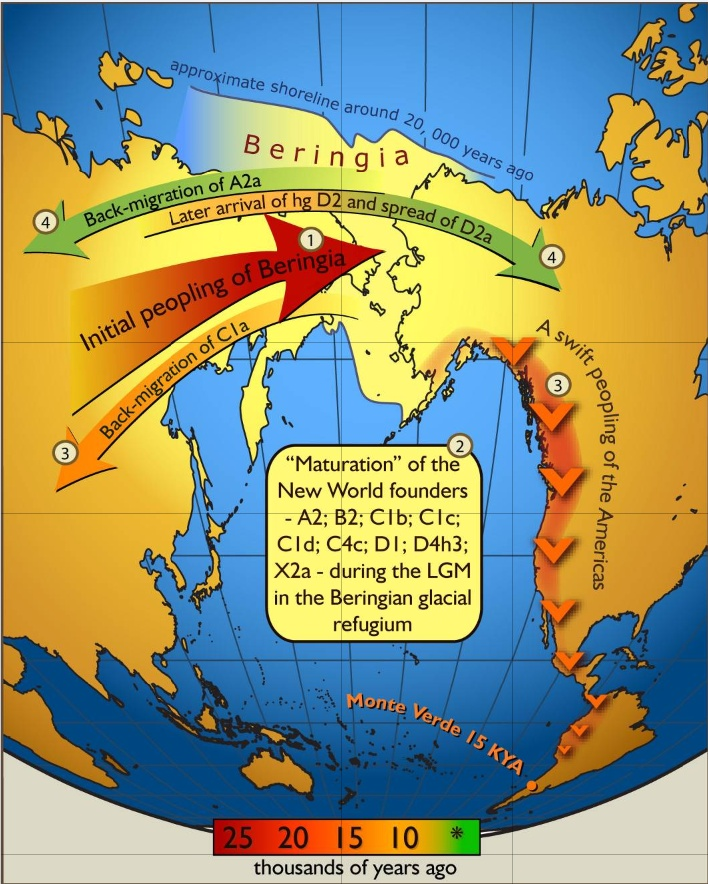
Ilustração esquemática da migração da Beríngia com base na genética mitocondrial. As populações da Ásia Oriental chegaram à estepe de mamute da Beríngia há cerca de 25 mil anos, permanecendo isoladas, seguido por um "povoamento rápido das Américas" há cerca de 15 mil anos.

Por volta de há 20 mil anos, cerca de 5000 anos após a extinção dos neandertais, o Último Máximo Glacial (LGM) obrigou os habitantes do hemisfério norte a migrar para vários abrigos até o final deste período. É presumido que as populações resultantes residiram em tais refúgios durante o LGM para finalmente reocupar a Europa, onde populações históricas arcaicas são consideradas seus descendentes. A composição das populações europeias foi posteriormente alterada por novas migrações, a saber a chegada de agricultores do Oriente Próximo no Neolítico e depois a migrações dos proto-indo-europeus durante a Idade do Cobre. Um sítio paleolítico no rio Yana, na Sibéria, fica bem acima do Círculo Polar Ártico e a presença humana ali data de há cerca de 27 mil anos, o que mostra que as pessoas se adaptaram a este ambiente severo, de alta latitude, do Pleistoceno tardio muito antes do que se pensava.

#### Américas
Há pouco mais de 30 mil anos, um grupo de humanos deixa a Ásia Oriental e vai para o Extremo Oriente Russo, ali se encontrando e se misturando com os Antigos Eurasiáticos do Norte, assim originando a população ancestral dos paleosiberianos e dos ameríndios.
Os paleoíndios, ancestrais dos indígenas da Américas, chegaram ao continente americano cruzando a massa de terra da Beríngia, no atual Estreito de Bering. Os seres humanos viveram nas Américas no final do último período glacial, ou mais especificamente no Último máximo glacial. Detalhes da migração paleoindígena para e através do continente americano, incluindo as datas e as rotas percorridas, estão sujeitos a pesquisas e discussões contínuas.
Estima-se que os humanos chegaram à América do Norte há entre 15 e 20 mil anos. Tradicionalmente, afirma-se que esses humanos chegaram a continente americano e migraram quando o nível do mar estava mais baixo devido ao Último Máximo Glacial, seguindo os animais da megafauna pleistocena que estavam ao longo da região descongelada entre os mantos de gelo Laurentide e Cordilleran. Outra rota proposta é que, a pé ou em barcos primitivos, eles migraram pela costa do Pacífico até o Chile. Qualquer evidência arqueológica de ocupação costeira durante a última Idade do Gelo teria sido coberta pelo aumento do nível do mar, até cem metros desde então. Recentemente, descobriu-se os karitianas, suruís, mochicas, guaranis caiouás e xavantes compartilham uma ancestralidade com os australo-melanésios, o que confirma que uma rota costeira e subsequente isolamento ocorreu com alguns migrantes. Entretanto, um estudo genético de 2021 desmentiu que os indígenas da América descendam parcialmente de australo-melanésios: o que ocorre é que houve um fluxo genético da população basal da Ásia Oriental nos aborígenes australianos e melanésios.

### migrações do Holoceno
O Holoceno se iniciou há 12 mil anos, após o fim do Último Máximo Glacial. Durante o ótimo climático do Holoceno, iniciado há cerca de 9 mil anos, as populações humanas que estavam geograficamente confinadas a refúgios começaram a migrar. A essa altura, a maior parte do globo havia sido colonizada pelos humanos, mas grandes áreas que haviam sido cobertas por geleiras foram agora repovoadas.
Os primeiros milênios do Holoceno marcam a transição entre o Mesolítico e o Neolítico e nesse período a agricultura é descoberta em diversas partes do mundo de forma independente: Crescente Fértil (a mais antiga), China, Nova Guiné, algumas partes da África, Mesoamérica e Andes. Por volta de há 5000 anos inicia-se a Idade dos Metais, em que diversas populações ao redor do mundo descobrem a metalurgia, usando metais como cobre, ferro, ouro e o bronze (este último não sendo um metal, mas sim uma liga metálica).
Acredita-se que as migrações em larga escala no período do Mesolítico para o Neolítico originou a distribuição pré-moderna das principais famílias linguísticas do mundo, como a nigero-congolesa, nilo-saarianas, afro-asiáticas, urálicas, sino-tibetanas e indo-europeias. A teoria nostrática aponta que as principais famílias linguísticas da Eurásia  (excluindo o sino-tibetano) derivam de uma única protolíngua falada no início do período Holoceno.

#### Eurásia
Estudos genéticos publicados a partir de 2014, com a análise do DNA de restos humanos antigos, apontam que as populações nativas da Europa modernas descendem de três linhagens distintas: a dos Caçadores-coletores ocidentais, descendentes dos Cro-Magnon; os Primeiros agricultores europeus, oriundos do Oriente Próximo e que introduziram a agricultura na europa; e os Antigos Eurasiáticos do Norte, cuja genética já estava presente nos caçadores-coletores da Escandinávia e do Leste Europeu e foi introduzida no restante da Europa pela expansão indo-europeia.

#### África Subsaariana
As migrações de volta para a África vindas da Europa e Oriente Médio iniciaram-se no início do Holoceno ou no final do Paleolítico Superior, seguidas por eventos de migração pré-neolítica e neolítica do Oriente Médio, afetando sobretudo o norte da África, o Chifre da África e regiões mais amplas do Sahel e da África Oriental.

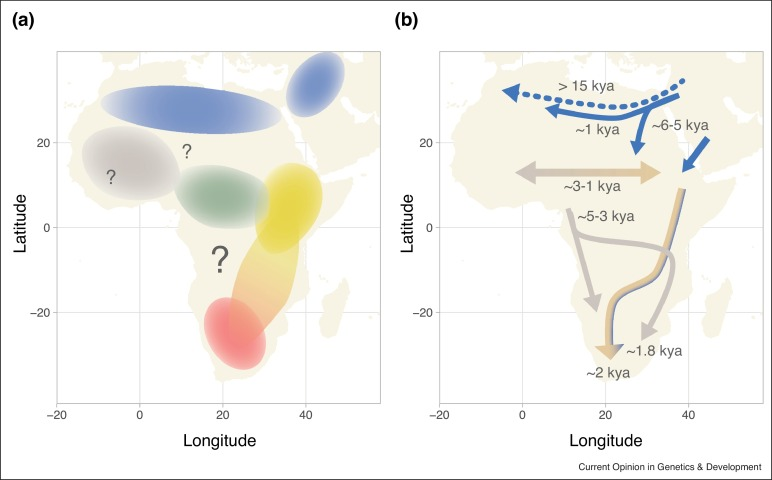
Eventos migratórios pré-neolíticos e neolíticos na África.

Acredita-se que os povos nilóticos sejam derivados de uma unidade indiferenciada anterior oriunda de uma área a leste do Rio Nilo, no atual Sudão do Sul, no terceiro milênio antes de Cristo. O desenvolvimento dos proto-nilóticos como um grupo pode estar relacionado com a domesticação do gado. A unidade da região de origem dos nilotas deve ter sido consideravelmente mais antiga, talvez por volta do quinto milênio antes de Cristo (enquanto a proposta de unidade nilo-saariana dataria de há aproximadamente 15 mil anos). Os proto-nilotas do terceiro milênio antes de Cristo eram povos pastores, enquanto seus vizinhos povos proto-centro sudânicos eram principalmente agricultores.
Acredita-se que as línguas nigero-congolesas tenham surgido há cerca de seis mil anos na África Ocidental ou Central. A sua expansão pode estar associada à expansão da agricultura do Sahel no período neolítico africano, na sequência da desertificação do Saara por volta de há 6000 anos. A expansão banta espalhou as línguas bantas para a África Central, Oriental e Austral, substituindo em parte as populações autóctones dessas regiões, incluindo os pigmeus africanos, o hadzas e coissãs. Iniciada há cerca de três mil anos a partir do atual Camarões, a expansão dos bantos chega à África do Sul há cerca de 1,7 mil anos.
Algumas evidências sugerem a miscigenação de migrações antigas e recentes vindas da Eurásia para partes da África Subsaariana. Outro estudo também mostra evidências de que antigos habitantes da Eurásia migraram para a África e que a mistura eurasiana nos africanos subsaarianos modernos varia entre 0% e 50%, variando por região e geralmente mais alta no Chifre da África e partes do Sahel, e em menor grau em certas partes da África Ocidental e Austral (excluindo imigrantes recentes).

#### Indo-Pacífico

Mapa cronológico da expansão austronésia

As primeiras migrações humanas marítimas foram por meio dos povos austronésios, originários de Taiwan, que se expandiram por diversas ilhas do Pacífico e do Índico, o que ficou conhecida como "expansão austronésia". Usando tecnologias avançadas de navegação para a época, como catamarãs, barcos estabilizadores e velas em formato de garra de caranguejo, colonizaram rapidamente as Filipinas, Malásia e Indonésia há entre 5000 e 4000 anos. Das Filipinas e Indonésia, os austronésios colonizam a Micronésia a partir de 1.500 a.C.
Um grupo de austronésios do Arquipélago Malaio alcançou as ilhas da Melanésia entre 1.500 e 1.200 a.C., estabelecendo a Cultura Lapita (homenagem ao sítio arqueológico de mesmo nome na Nova Caledônia, onde a característica cerâmica dessa cultura foi descoberta pela primeira vez), cujos integrantes são os ancestrais diretos dos polinésios modernos e de muitos povos micronésios. Os lapitas se aventuraram para ilhas mais distantes da Oceania, alcançando Vanuatu, Nova Caledônia e Fiji por volta de 1200 a.C., e Samoa e Tonga entre 900 a 800 a.C. Esta foi a maior extensão da expansão da cultura Lapita. Durante um período de cerca de 1.500 anos, eles gradualmente perderam a tecnologia da cerâmica, provavelmente devido ao esgotamento do depósito de argila das ilhas, substituindo-a por recipientes de madeira esculpida e bambu. Por volta de 700 d.C., começaram a viajar mais para outras ilhas do Pacífico, colonizando as Ilhas Cook e a Polinésia Francesa. A partir daí, avançam ainda mais, chegando ao Havaí por volta do ano 900, Rapa Nui por volta do ano 1000 e Nova Zelândia no século XIII.
No Índico, austronésios vindos da ilha de Bornéu colonizam  Madagáscar e o arquipélago das Comores por volta do ano 500. Os austronésios continuam sendo o grupo etnolinguístico dominante das ilhas do Indo-Pacífico e foram os primeiros a estabelecer uma rede de comércio marítimo que chega até a África Oriental e a Península arábica. Sua identidade e línguas também foram adotadas pelos negritos das Filipinas, papuas e melanésios. A expansão austronésia foi o último e mais abrangente evento de migração humana neolítica.

#### Caribe
As Antilhas foram um dos últimos lugares das Américas colonizadas por humanos. Os vestígios humanos mais antigos nessas ilha foram encontrados em Cuba e Hispaniola e são datados entre 4.000 e 3.500 a.C. e, por meio de comparação de tecnologias de ferramentas, presume-se que esses primeiros povos vieram da Península de Yucatán.  Todas as evidências sugerem que os migrantes posteriores a partir de 2.000 a.C. têm suas origens na América do Sul, no atual território da Venezuela, e seus descendentes são os povos indígenas do Caribe, como os taínos e caraíbas.

#### Ártico

Mapa mostrando o declínio da cultura Paleo-Eskimo Dorset e expansão do povo Thule (900 a 1500 d.C.)

Os primeiros habitantes da região do Ártico central e oriental da América do Norte são referidos como a tradição de pequenas ferramentas do Ártico (AST) e existiram por volta de 2.500 a.C. Essa tradição consistia em várias culturaspaleoesquimós, incluindo as culturas da Independência I e a cultura Pré-Dorset.
Os inuítes descendentes da cultura Thule, que surgiu no oeste do Alasca por volta de 1000 d.C. e gradualmente deslocou a cultura Dorset.